# Gogaon
Gogaon là một thị trấn thống kê (census town) của quận Raipur thuộc bang Chhattisgarh, Ấn Độ.

## Nhân khẩu
Theo điều tra dân số năm 2001 của Ấn Độ, Gogaon có dân số 10.453 người. Phái nam chiếm 53% tổng số dân và phái nữ chiếm 47%. Gogaon có tỷ lệ 56% biết đọc biết viết, thấp hơn tỷ lệ trung bình toàn quốc là 59,5%: tỷ lệ cho phái nam là 67%, và tỷ lệ cho phái nữ là 43%. Tại Gogaon, 21% dân số nhỏ hơn 6 tuổi.